# اونلی
اونلی (به انگلیسی: Evenley) یک روستا و محله مدنی در بریتانیا است که در ساوت نورث‌همپتون‌شر واقع شده‌است. اونلی ۵۷۱ نفر جمعیت دارد.